# Il vecchio e il mare (film)
Il vecchio e il mare (The Old Man and the Sea) è un film del 1958 diretto da John Sturges, tratto dall'omonimo romanzo di Ernest Hemingway.

## Trama
Santiago è un vecchio e povero pescatore, sfortunato ma molto tenace nonostante l'età. La sua delusione e la sfortuna nella pesca lo spingono anche a non mangiare; è tuttavia sostenuto da Manolo, un ragazzo che era stato suo compagno di pesca e che è stato costretto dai genitori a lavorare su un'altra barca. Un giorno, sentendosi pieno di buone speranze e fortuna, Santiago si alza molto presto e va a pescare al largo con la sua piccola barchetta di legno e dopo un po' di tempo, con il suo stupore, abbocca un grosso marlin. Ci mette quasi tre giorni per catturarlo ma alla fine ci riesce, anche se molto provato e con le mani lacere a causa degli strattoni della lenza per via della grande forza del pesce. Santiago arpiona il pesce e lo lega alla barca ma un gruppo di squali inizia a divorarlo, lasciando una scia di sangue nel mare. Questa scia comincia ad attirare altri squali e il vecchio cerca di scacciarli dalla sua preda con delle fiocine e dei bastoni pesanti ma invano: il pesce viene mangiato completamente. Una volta arrivato alla baia con il pesce ormai ridotto ad uno scheletro, Santiago va subito a dormire e dorme per quasi un giorno intero sognando le sue esperienze passate e viene in seguito svegliato da Manolo. Il vecchio è depresso per la sua sconfitta, ma Manolo riesce a risollevarlo dicendogli che tornerà a pescare con lui, che ha ancora molto da insegnargli.

## Riconoscimenti
- 1959 - Premio Oscar
  - Miglior colonna sonora a Dimitri Tiomkin
  - Candidatura Miglior attore protagonista a Spencer Tracy
  - Candidatura Migliore fotografia a James Wong Howe
- 1959 - Golden Globe
  - Candidatura Miglior attore in un film drammatico a Spencer Tracy
- 1958 - National Board of Review Award
  - Miglior film
  - Miglior attore protagonista a Spencer Tracy